# 南華莆
南華莆（Nam Wa Po）位於香港新界大埔區北部，粉嶺公路和大窩西支路以西，為客家原居民村落，由林姓、鄭姓及高姓三大家族所組成。該村是林村鄉二十六村之一，與坑下莆、較寮下、圍頭村屬第六甲。

## 南華莆林氏
林氏原籍福建莆田，林永盛於1607年由東莞莆崗移居林村坑下莆。至坑下莆無地發展，再建較寮下村。1906年，後人林大穩與二子於泰亨附近向文氏族人買地建村，是為南華莆村。

## 景點
村內特色建築，為崇真會南華莆崇真堂，原有堂舍於1953年建成，現有堂舍於2007年按原貌重建。

## 主要道路
- 大窩西支路
- 主恩路